# أولاما

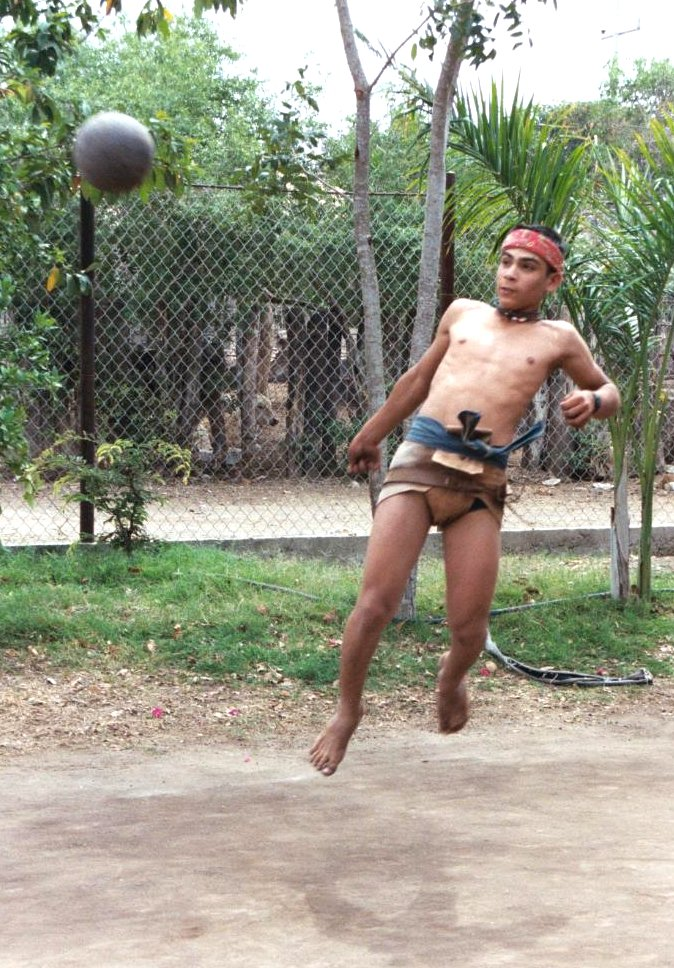
سيناولي يلعب الأولاما.

أولاما (بالإسبانية: Ulama)‏ وهي لعبة كُرة تُلعب في بعض المجتمعات المكسيكية في سينالوا وتعود هذه الرياضة لعصر آزتك السكان الأصليين لأمريكا وتعتبر واحدة من اقدم الرياضات في التاريخ من التي تستخدم الكرة للعب.